# Novi Majur
Novi Majur je naselje u Republici Hrvatskoj u Požeško-slavonskoj županiji, u sastavu grada Pakraca.

## Zemljopis
Novi Majur se nalaze zapadno od Pakraca, susjedna naselja su Stari Majur na sjeveru, Batinjani na zapadu te Prekopakra na jugu.

## Stanovništvo
Prema popisu stanovništva iz 2011. godine Novi Majur je imao 104 stanovnika.
| broj stanovnika |       |       |       |       |       |       |       |       | 141   | 145   | 162   | 140   | 134   | 119   | 109   | 104   | 78    |
|                 | 1857. | 1869. | 1880. | 1890. | 1900. | 1910. | 1921. | 1931. | 1948. | 1953. | 1961. | 1971. | 1981. | 1991. | 2001. | 2011. | 2021. |